# Arrhyton tanyplectum
Arrhyton tanyplectum är en ormart som beskrevs av Schwartz och Garrido 1981. Arrhyton tanyplectum ingår i släktet Arrhyton och familjen snokar. Inga underarter finns listade i Catalogue of Life.
Arten förekommer endemisk i bergstrakten Sierra de los Órganos i provinsen Pinar del Río i nordvästra Kuba. Den lever i regioner som ligger 75 till 200 meter över havet. Arrhyton tanyplectum vistas i halvtorra landskap med en blandning av skogar och gräsmarker. Denna orm är antagligen beroende av ursprunglig natur. Endast en individ hittades i en trädgård. Honor lägger ägg.
Skogsavverkningar och andra landskapsförändringar hotar beståndet. Kanske dödas några exemplar av introducerade manguster. Arrhyton tanyplectum är allmänt sällsynt och utbredningsområdet är begränsat. IUCN listar arten därför som starkt hotad (EN).